# Idris dunensis
Idris dunensis är en stekelart som först beskrevs av Mani 1975.  Idris dunensis ingår i släktet Idris och familjen Scelionidae. Inga underarter finns listade i Catalogue of Life.